# یاری پوتیاینن
یاری پوتیاینن (فنلاندی: Jari Poutiainen؛ زادهٔ ۲۹ اوت ۱۹۶۶) بازیکن فوتبال اهل فنلاند بود.
وی همچنین در تیم ملی فوتبال فنلاند بازی کرده‌است.